# Belényesszentmiklós
Belényesszentmiklós település Romániában, Bihar megyében.

## Fekvése
Bihar megyében, a Bihar-hegység alatt, a Fekete-Körös mellett, Sólyomtól északra, a belényesi vasútvonal mellett fekvő település.

## Története
A Széplaki uradalomhoz tartozott, és valószínűleg itt volt a széplaki apátság.  A fennmaradt romok maradványai alapján monumentális épület lehetett, s az épület valószínűleg már a pálosok letelepedése előtt fennállhatott, mivel a pálos kolostor templomtornyának romjai az 1241-es tatárjárás előtti időkre utalnak.
1333-ban a falut Tamás fia István adományozta a váradi püspöknek és káptalannak.
A török hódoltság alatt elpusztult, de hamarosan újranépesült. Újraépülte után 1780-ig a római-, majd a görögkatolikus püspökségé lett.
1660-ban Kornis Boldizsár volt a település birtokosa.
Az 1800-as évek elején Belényesszentmiklós a görögkatolikus püspökség birtoka volt.
1910-ben 422 lakosából 401 román, 21 magyar volt. Ebből 401 görögkeleti ortodox, 17 református volt.
A trianoni békeszerződés előtt Bihar vármegye Belényesi járásához tartozott.

## Nevezetességek
- A pálos kolostor templomának csonka tornya a település melletti dombon[1]
- Görögkeleti temploma az 1800-as évek elején épült.